# برچ (ویرجینیای غربی)
برچ (به انگلیسی: Burch) یک منطقهٔ مسکونی در ایالات متحده آمریکا است که در شهرستان مینگو، ویرجینیای غربی واقع شده‌است. برچ ۲۲۴٫۰۳ متر بالاتر از سطح دریا واقع شده‌است.